# Acylation de Kostanecki
L'acylation de Kostanecki est une réaction chimique pour former des chromones et des dérivés de la  coumarine. Elle a été mise au point par le chimiste polonais Stanisław Kostanecki:

## Mécanisme
Le mécanisme d'acylation de Kostanecki se divise en trois Processus élémentaires,:
- O-acylation du phénol avec la création d'un intermédiaire réactionnel de structure tétraédrique
- crotonisation intramoléculaire avec une cyclisation et la création de l'hydroxydihydrochromone
- élimination de l'hydroxyle et la création des chromones ou de la coumarine